# Híres kövek listája
Azoknak az egyes valós vagy elképzelt köveknek a listája, amelyek valamilyen okból nagy jelentőséggel bírnak.

## Feliratos,epigrafikuskövek
- azték napkő (nahuatl nyelven: Ollin Tonatiuh). A bazalt kőkorong az aztékok világszemléletét írja le. Az 1470 körül faragott kő egykor Tenochtitlan legnagyobb piramisa mellett állt. Ma a mexikóvárosi antropológiai múzeumban látható. (Museo Nacional de Antropología)
- álomsztélé, IV. Thotmesz fáraó korából.
- behisztuni szikla, I. Dareiosz perzsa király trilingvis óperzsa-akkád-elámi felirata
- Bentres-sztélé, az i. e. 3. században hieroglifákkal írt egyiptomi elbeszélést tartalmazó oszlop, II. Ramszesz sógornője, Bentres betegségéről
- éhségsztélé (szeheli sztélé), az Asszuán melletti Szehel-szigeten található feliratos szikla, mely egy Dzsószer fáraó alatti 7 éves éhínségről tudósít.
- F sztélé, a legmagasabb maja királyportrék egyike.
- fekete obeliszk, III. Sulmánu-asarídu fekete mészkőből készült újasszír sztéléje, az első izráelit ábrázoló képpel: Omri fia Jéhu ajándékot visz az asszír királynak.
- gripsholmi kő, az Ingvar-rúnakövek (Serkland-kövek) egyike.
- Gézeri naptár, kisméretű óhéber nyelvű mészkőlap, rajta a hónapok és a hozzájuk kapcsolódó mezőgazdasági tevékenységek felsorolásával
- Hammurapi-sztélé, Hammurapi babiloni király törvényeit tartalmazó akkád nyelvű diorit oszlop.
- határkősztélék, az Ehnaton fáraó által alapított Ahet-Aton határait kijelölő tizennégy (A, B, F, J, K, M, N, P, Q, R, S, U, V, X jelű) ókori egyiptomi sztélé.
- karlevi sírkő rúna-feliratos sírkő, óskandináv verssel.
- Keselyűsztélé, Éannatum, Lagas város királya sumer nyelvű győzelmi sztéléje.
- Kurkh-monolit, III. Sulmánu-asarídu hadjáratait leíró asszír nyelvű oszlop, Akháb, izraeli király említésével.
- Kürosz-cilinder, akkád nyelven írt agyaghenger Kürosz rendeleteivel.
- Men és Bek udvari főszobrászok sztéléje Asszuánban; Men és Bek hódolnak III. Amenhotep és Ehnaton előtt
- Merenptah-sztélé (Izrael-sztélé), Merenptah fáraó idejéből; Izrael első említése.
- Metternich-sztélé, mágikus feliratokat tartalmazó egyiptomi kőtábla. II. Nektanebó fáraó uralkodása alatt.
- Mésa-sztélé, fekete bazalt, Mésa, moábi király győzelme Izrael felett; az egyetlen óhéber írású monumentális felirat.
- Narám-Szín sztéléje, az Akkád Birodalom 4. uralkodójának homokkő győzelmi sztéléje.
- Narmer-paletta, Alsó- és Felső-Egyiptom Narmer fáraó általi egyesítését megörökítő aleurolit paletta.
- Lapis niger („Fekete kő”), a római Forum Romanumon található ókori eredetű kő, a legrégebbi ma ismert latin felirattal.
- Novilara-sztélé, az egyik oldalán az eddig megfejtetlen északi picénus nyelv leghosszabb (12 soros) feliratát, a másikon vadászjelenetet tartalmazó homokkőtábla
- Palermói kő, diorit kőlap, rajta a legkorábbi ránk maradt ókori egyiptomi évkönyv felirataival.
- Restaurációs sztélé, az Amarna-kor utáni vallási helyreállítottásokról beszámoló legfontosabb dokumentum, egy Tutanhamon uralkodási éveiben a Karnaki templomban felállított vörösgránit sztélé.
- Rosette-i kő, sötét gránitdarab, amelyen egy ősi szöveg három nyelven szerepel, e kő volt a kulcs a hieroglifák megfejtéséhez.
- 101. emlékmű, az egész maja világ utolsó feliratos szobrászati emlékműve.
- Taylor-prizma (Szénakherib-prizma), agyagprizma az asszír király annaleseivel, rajta Jeruzsálem i. e. 701-es ostroma.
- társuralkodás-sztélé, Ehnatont, Nofertitit és Meritatont ábrázoló, hét töredékből összeállított, ma a londoni Petrie Museumban található feliratos mészkőtábla
- Tel Dán-sztélé, arámi nyelvű feliratos fekete bazalt sztélé, Damaszkusz egyik királyának Izráel felett aratott győzelméről
- Vihar-sztélé, I. Jahmesz fáraó korából, egy hatalmas vihart és az ezt követő helyreállítási munkálatokat írja le.
- Zakkur-sztélé (Zakir-sztélé), II. Zakir, Hamát királyának győzelmi felirata.

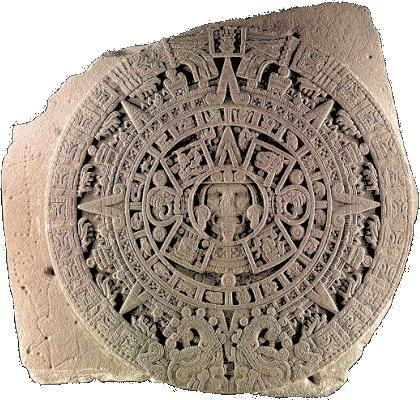
Az azték napkő
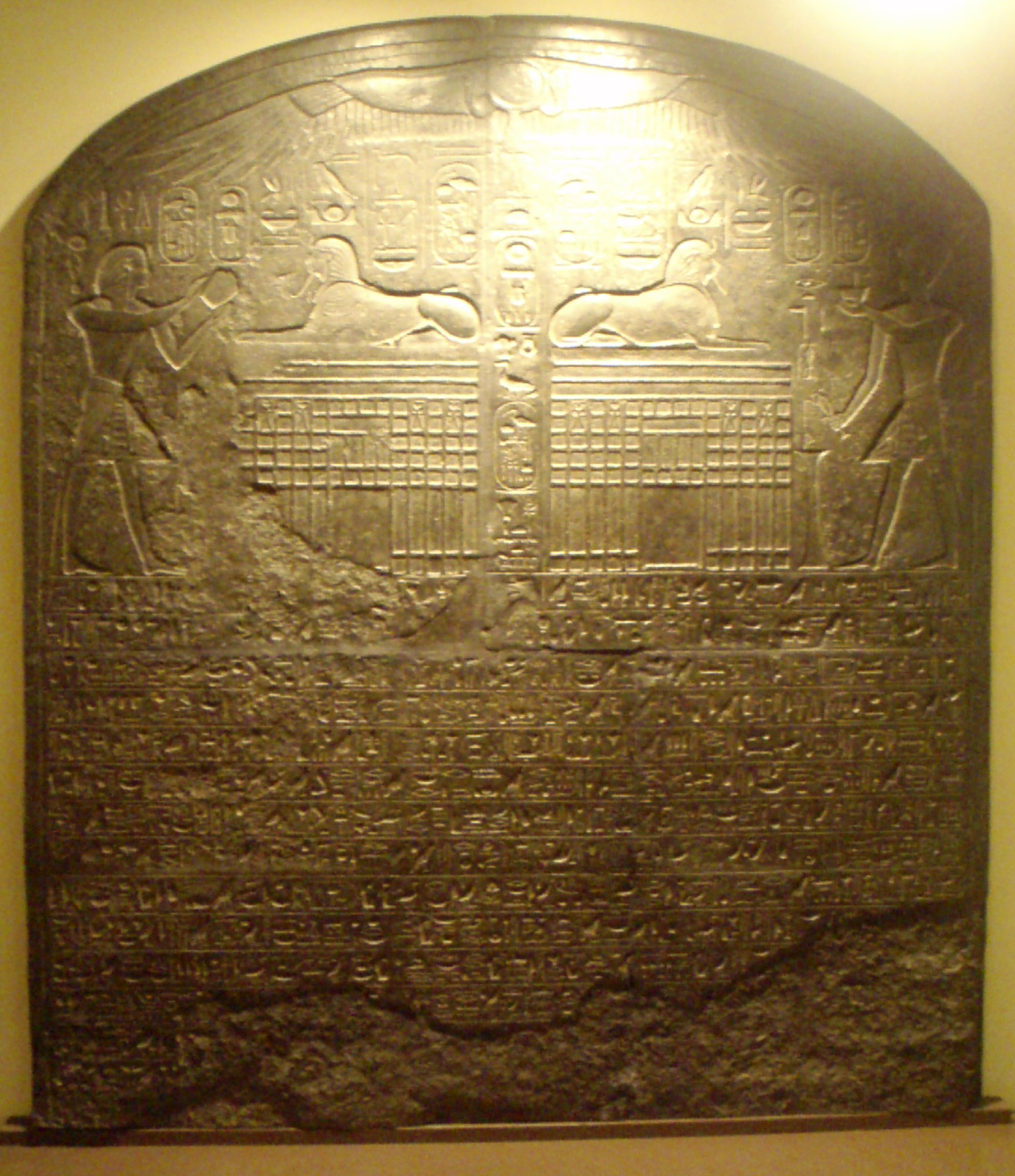
Az álomsztélé
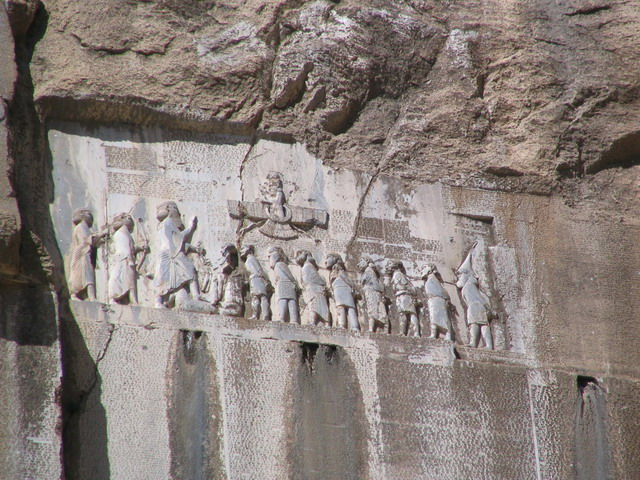
A behisztuni szikla
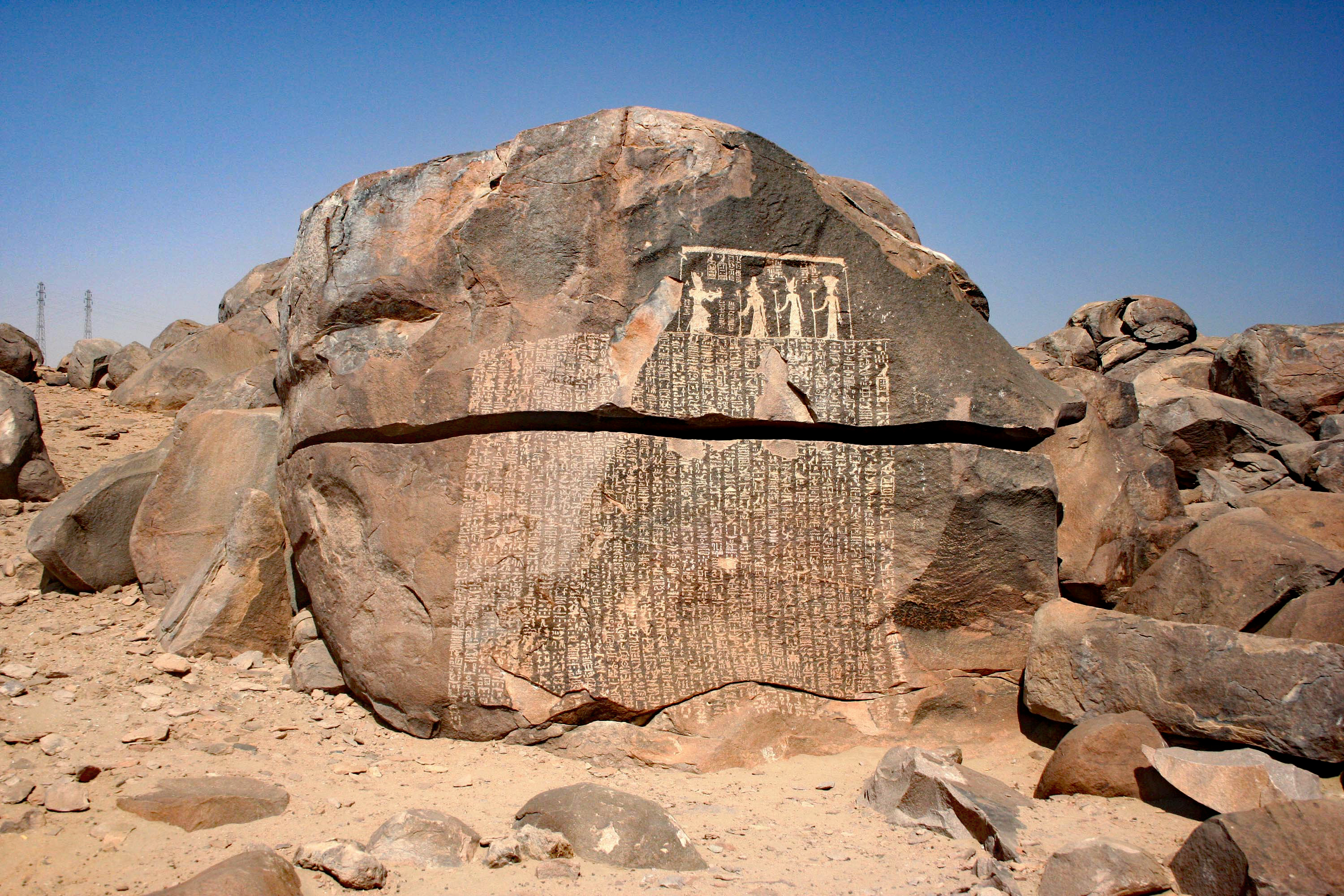
Az éhségsztélé
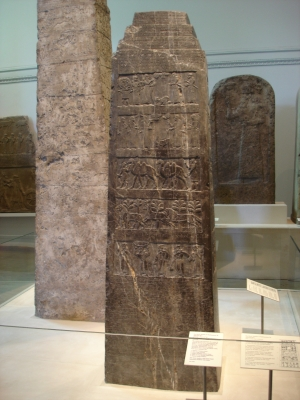
A Fekete obeliszk
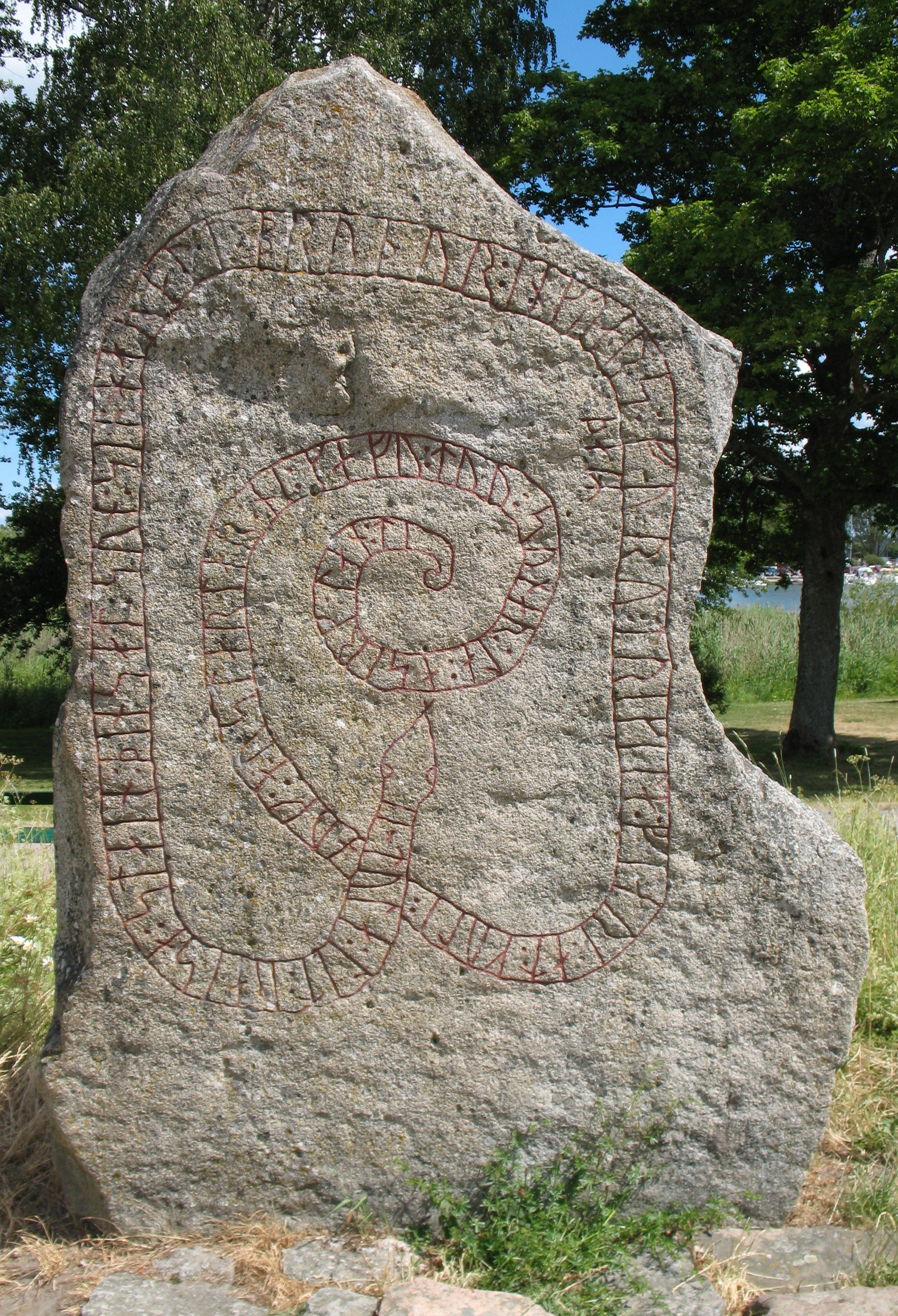
gripsholmi rúnakő
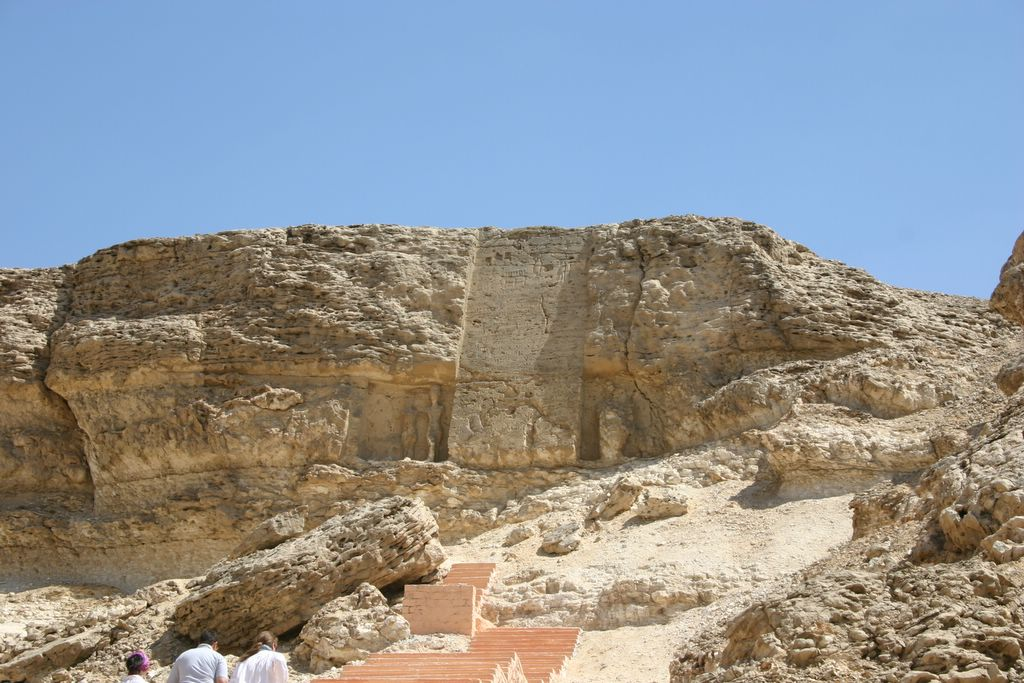
határköve
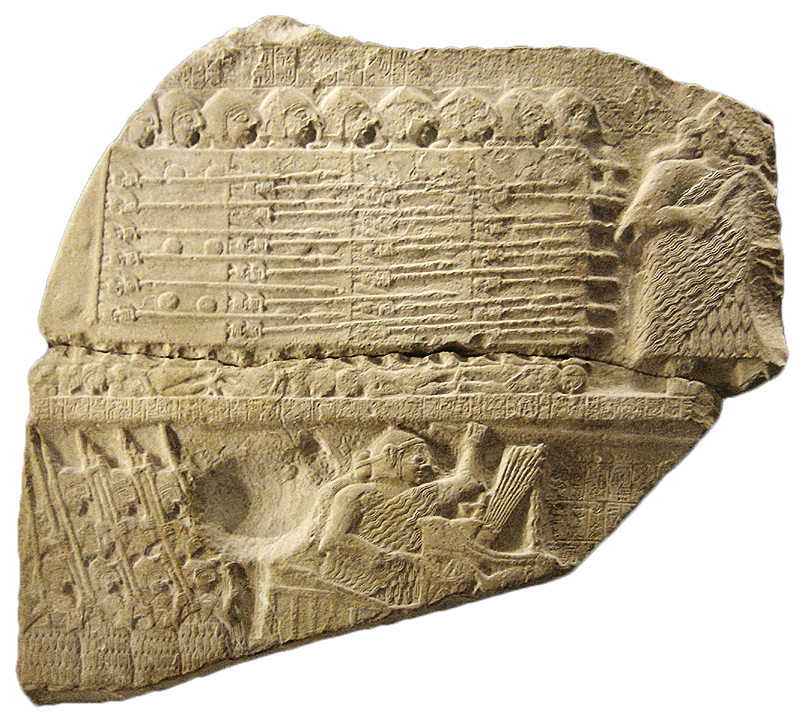
A Keselyűsztélé
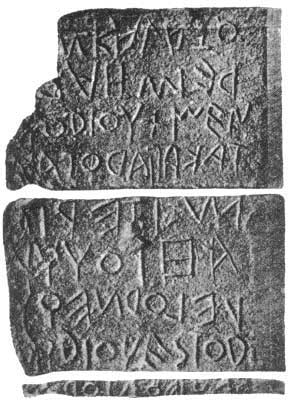
A Lapis niger
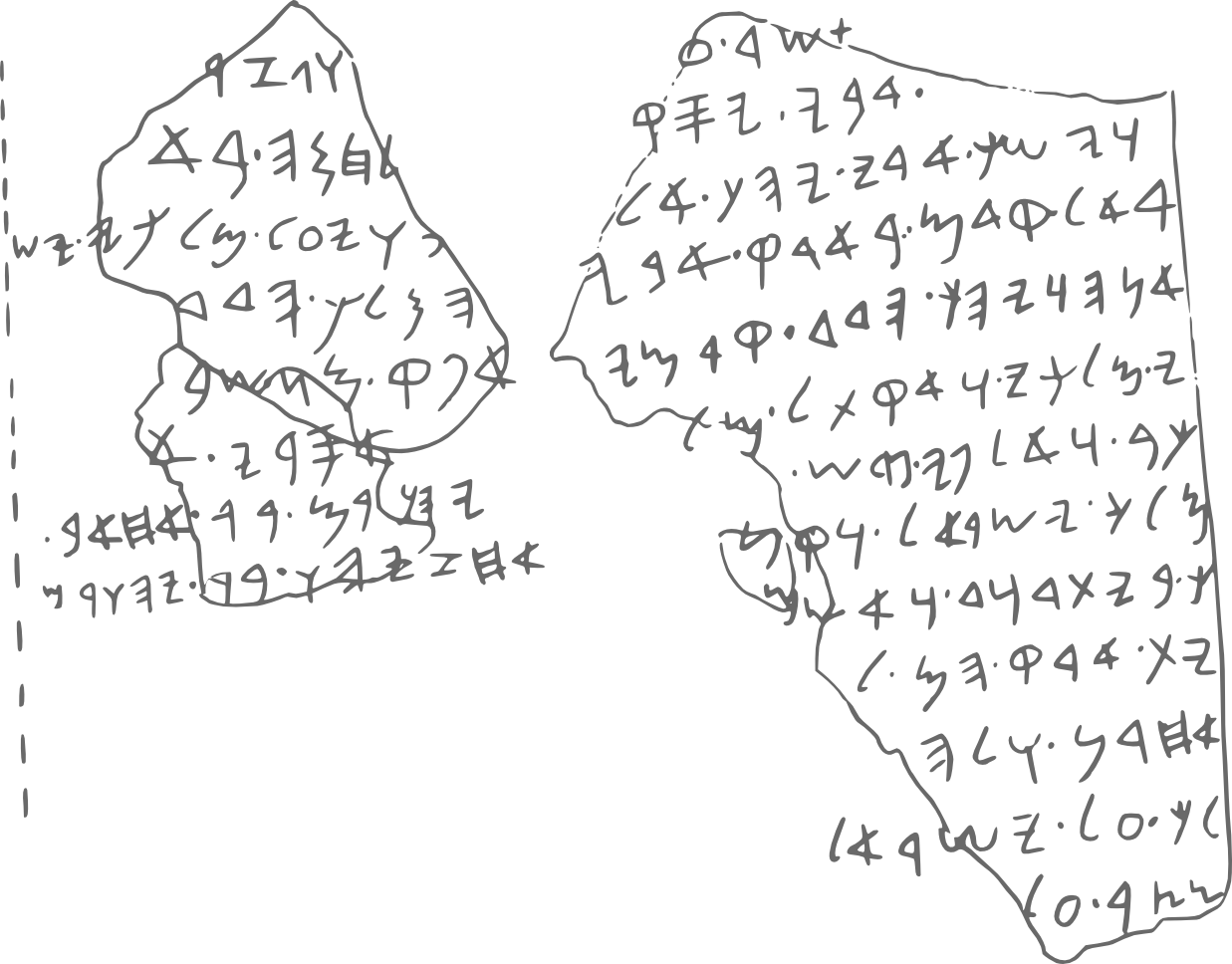
A Tel Dán-sztélé felirata
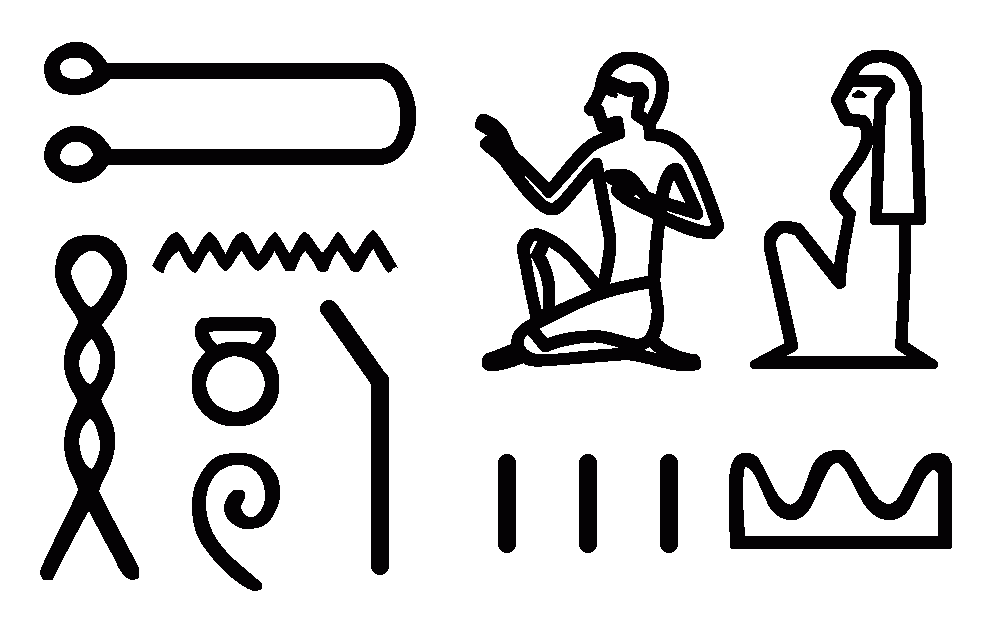
Ṯehenu. Líbia neve a Merenptah-sztélén
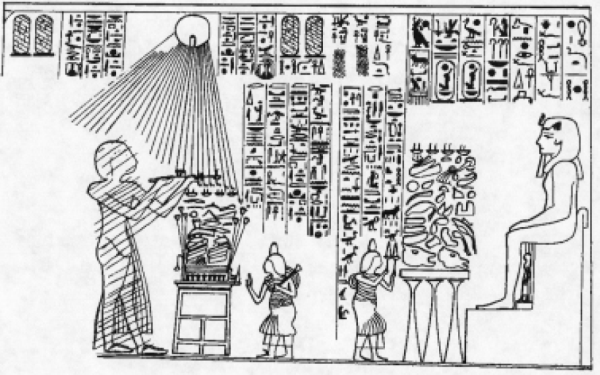
Men és Bek sztéléje
F sztélé

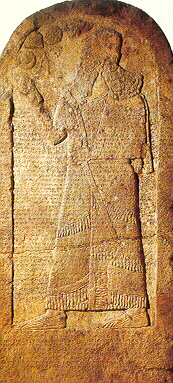
A Kurkh-monolit
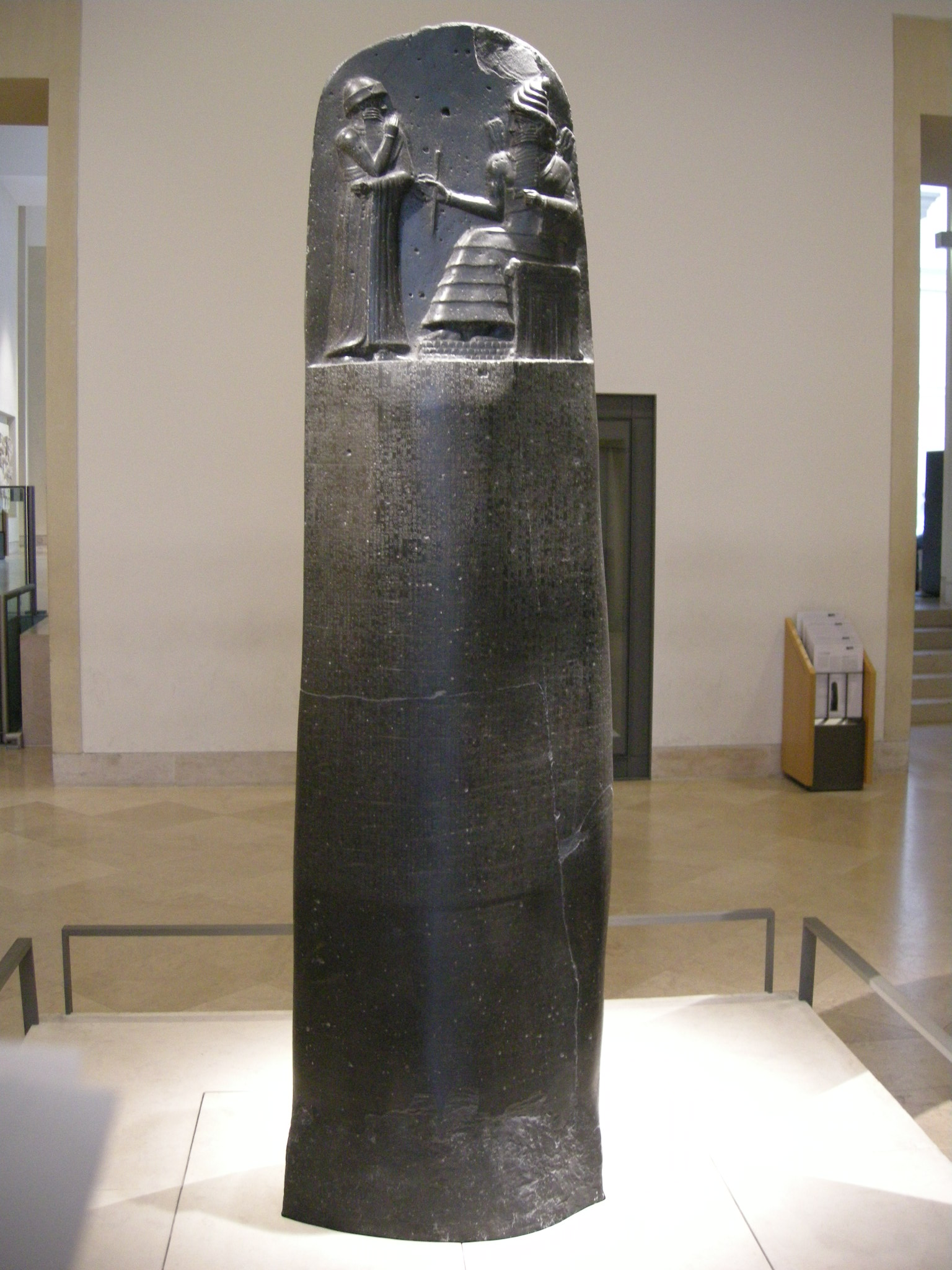
Hammurapi törvényoszlopa
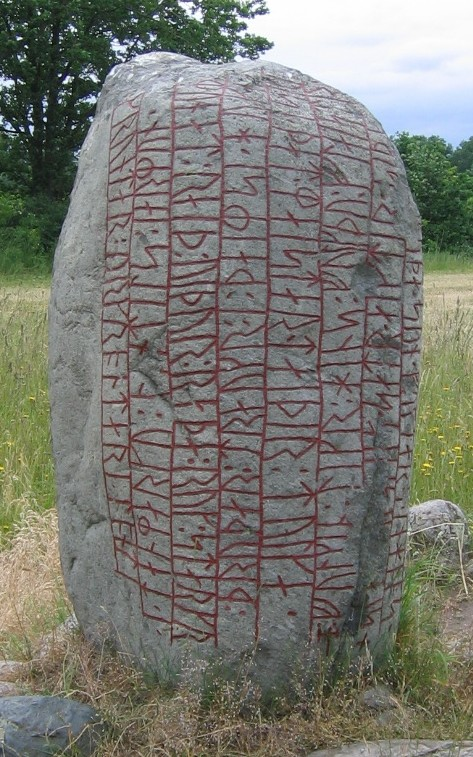
A karlevi sírkő
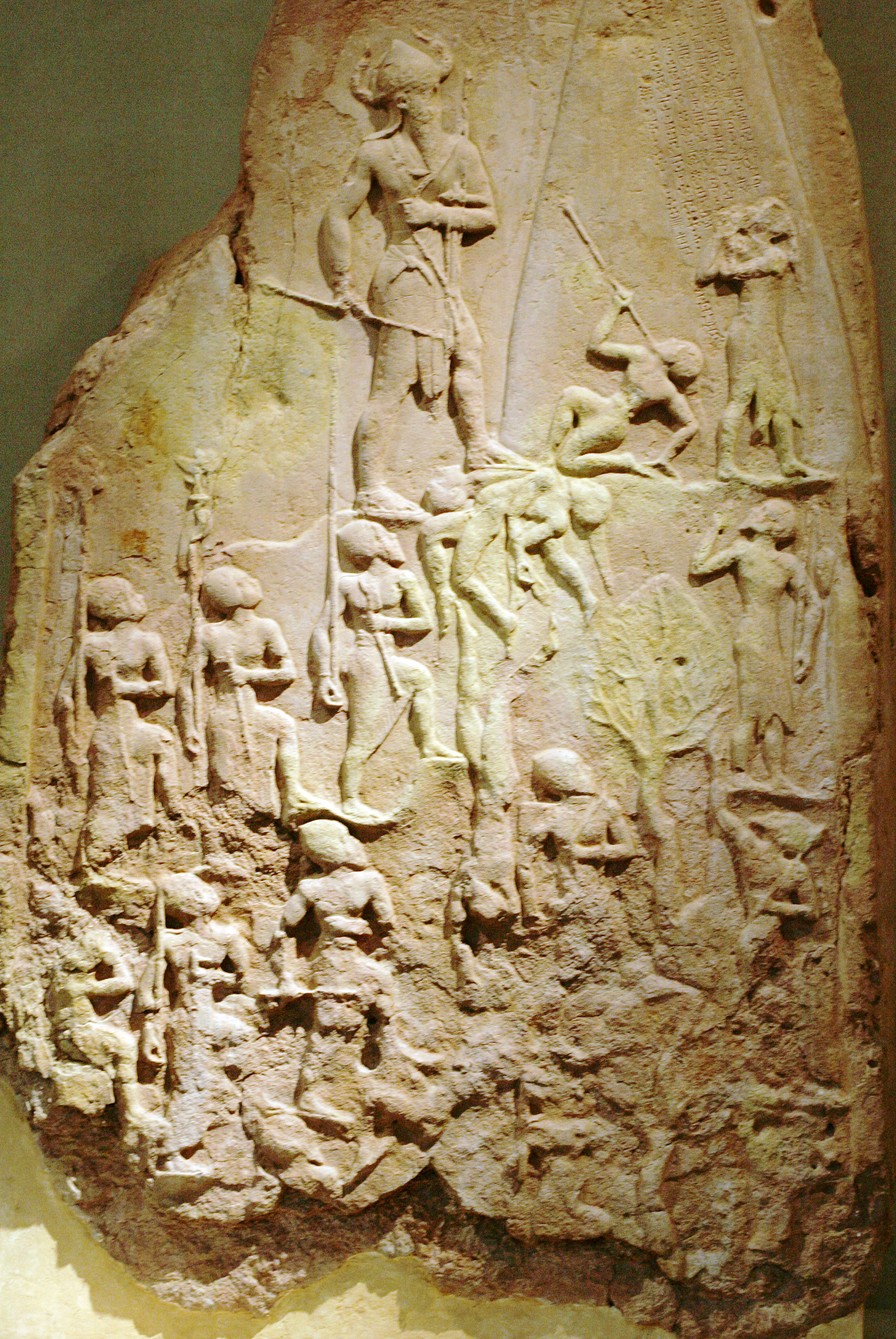
Narám-Szín sztéléje
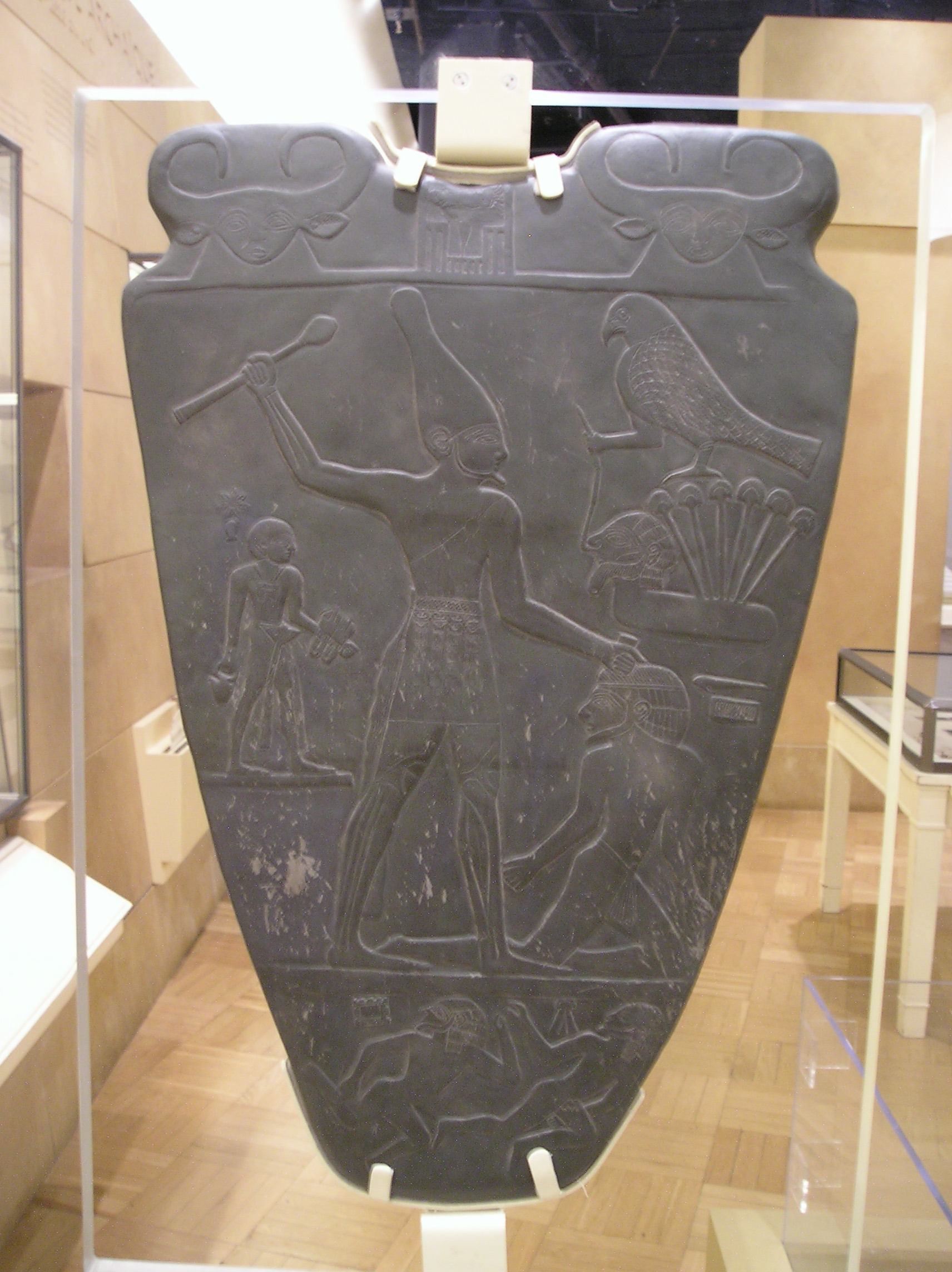
A Narmer-paletta

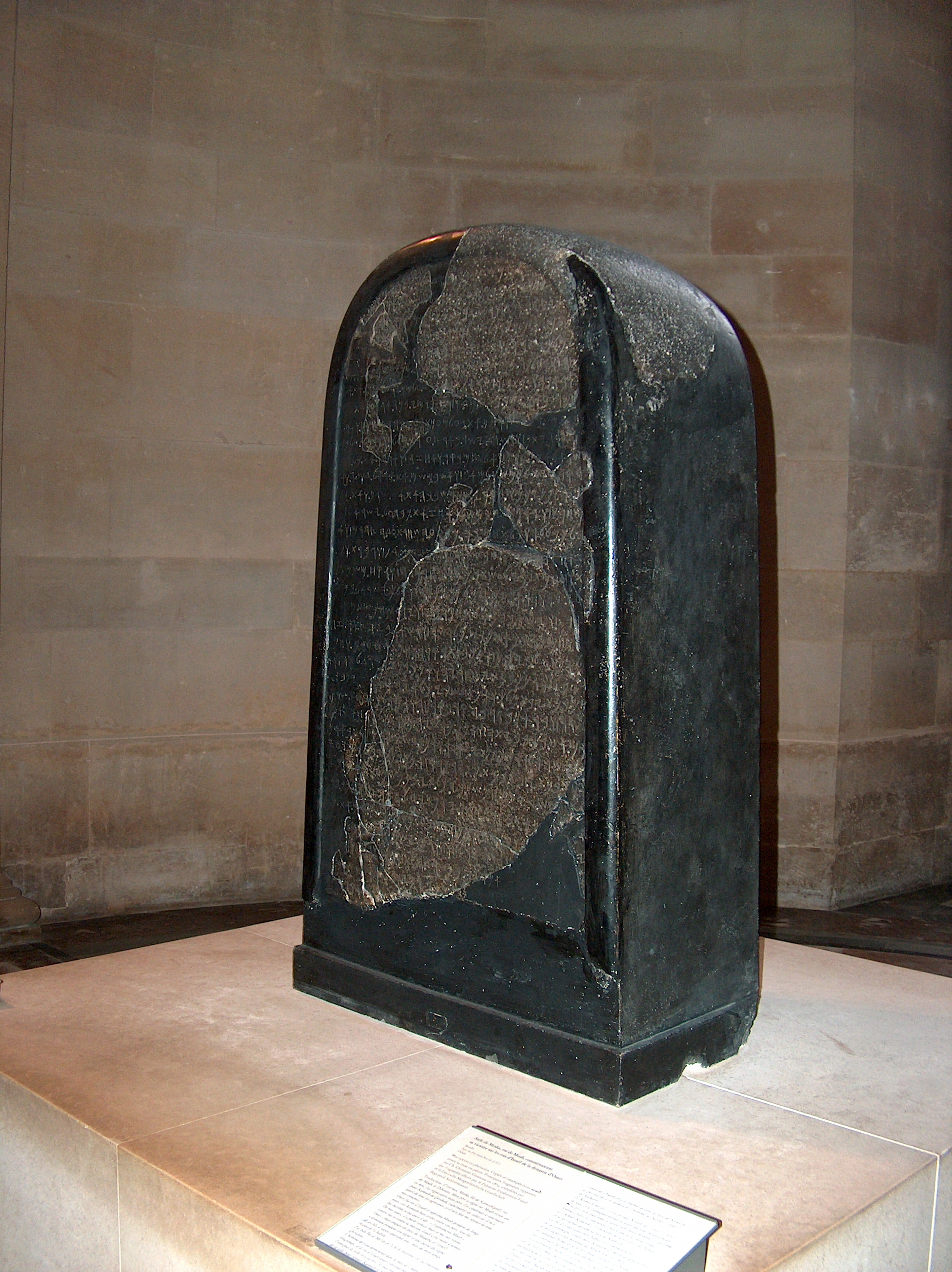
A Mésa-sztélé
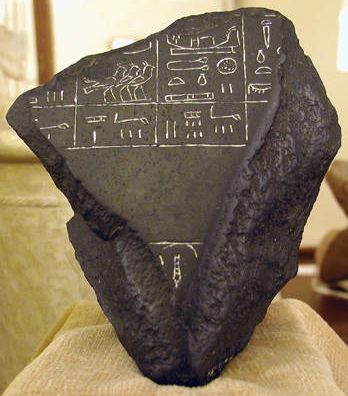
A Palermói kő egyik töredéke
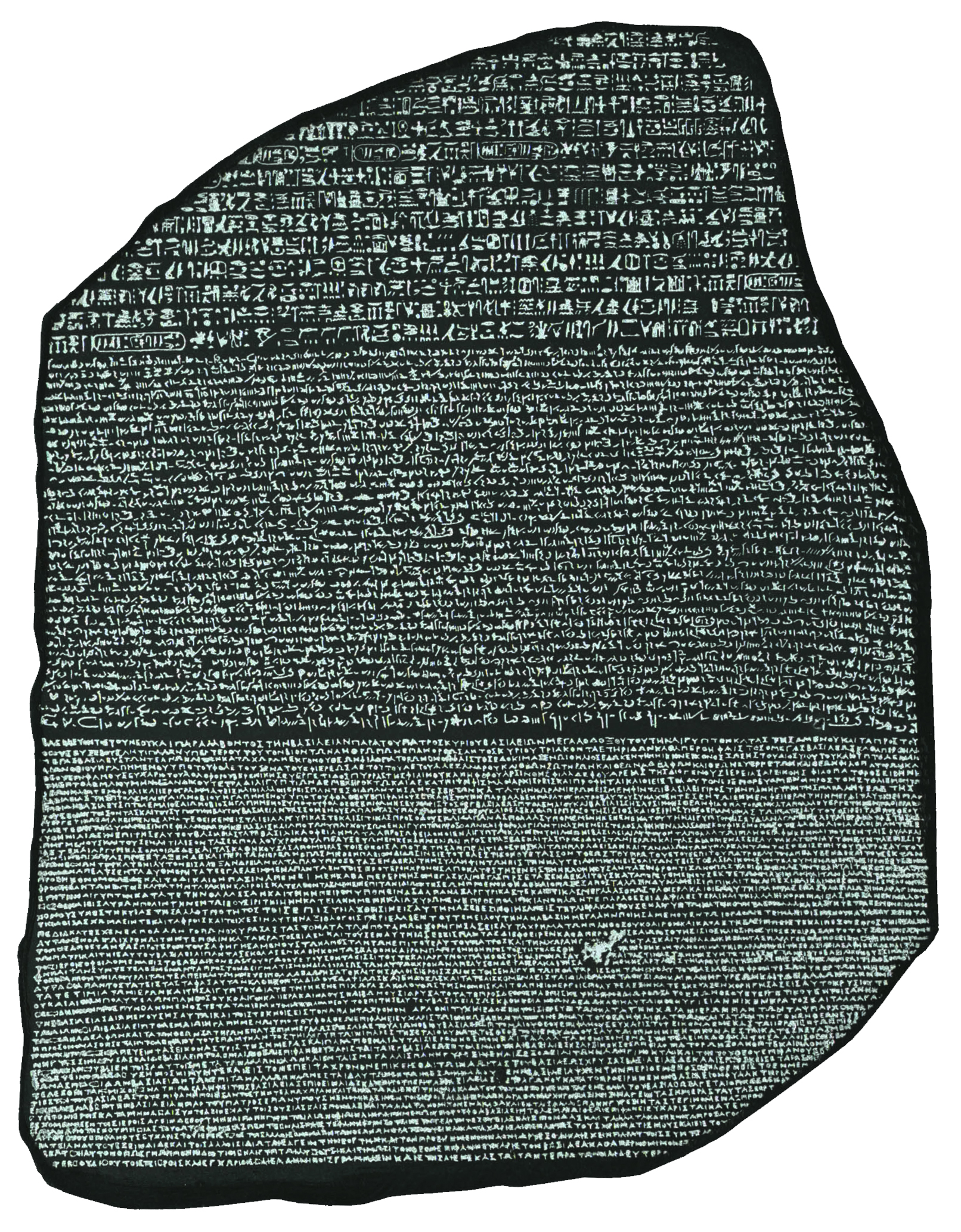
A rosette-i kő
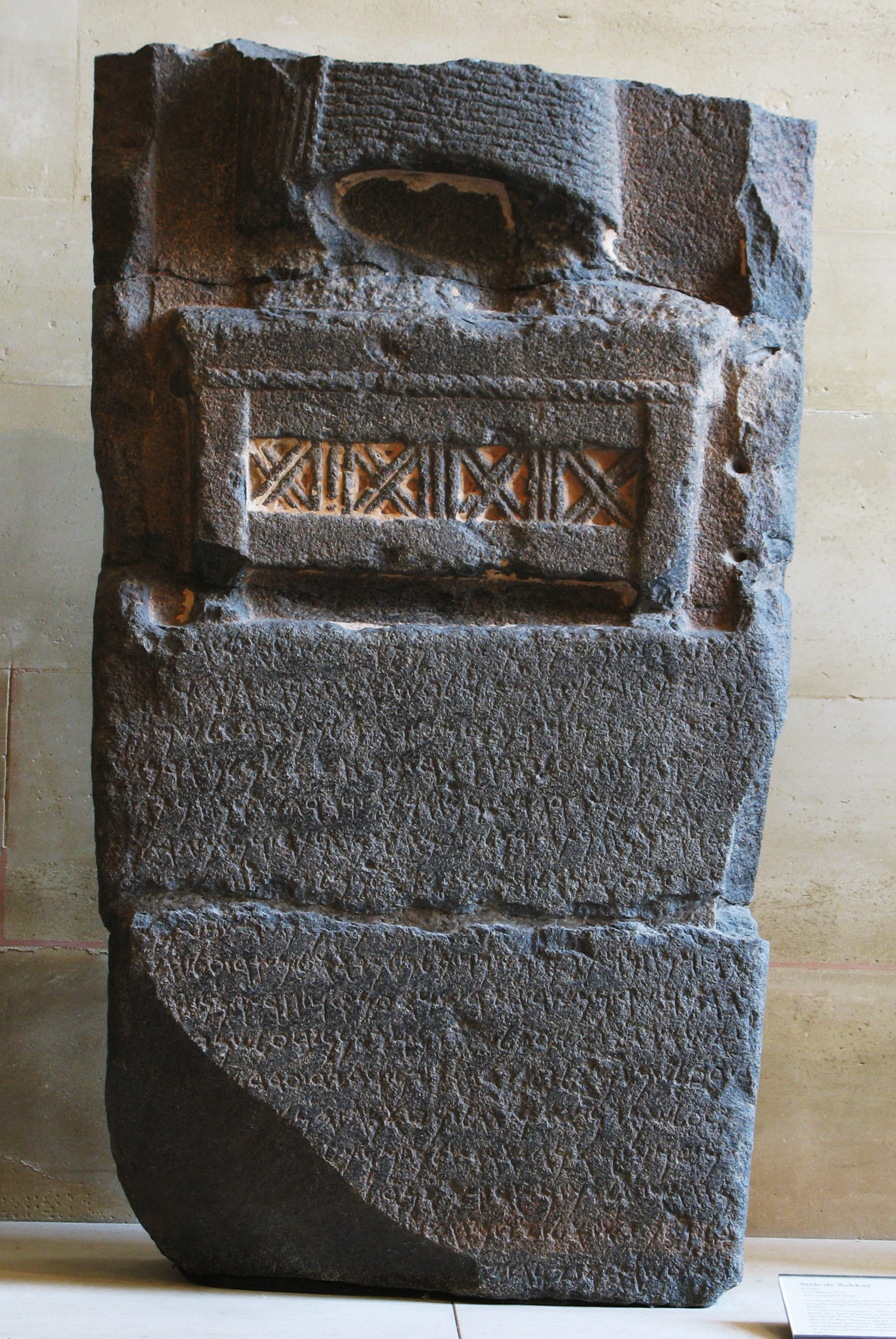
A Zakkur-sztélé

## Kultikusés történelmi jelentőségű kövek
- Blarney köve, vagy az Ékesszólás Köve az írországi Corkban található Blarney várban
- Csíksomlyói naptárkő. Erdélyben a Csíksomlyó fölötti Somlyóhegyen talált, kőből készített bronzkori 13 osztású (UKGy szerint vélhetően hold naptár)
- Tordosi naptárkő – Torma Zsófia kb. 4000 évesnek tartja, Úz Kovács Gyula 13-15000 évvel ezelőtti készítésűnek véli, 15-16 csillagkép beazonosítható a ma használatos csillagképekkel, másolatával ellenőrző mérésekkel, bizonyítja használhatóságát mint Napóra (számok helyett az árnyék a csillagképeken mutatja az idő múlását) 28 cm átmérőjű, 4–5 cm vastag közepén 6 cm-es lyukkal (Kolozsvári Múzeum). Készítője figyelembe vette a Föld 25730 éves forgástengely-változását, mert mint csillagászati eszközön szemléletesen bemutatható a forgástengelyváltozás, ami párhuzamosan követi a lyuk belső peremének ívét.
- Boldogasszony köve, gyógyító szikla Bükkszentkereszten.
- Dávid Ferenc köve, 1568-ban ezen állt Dávid Ferenc, amikor prédikációjával unitárius hitre térítette Kolozsvár teljes lakosságát. Jelenleg a kolozsvári unitárius templomban található, a bejárat melletti fülkében.
- Fekete kő vagy Kába-kő, a muszlimok szent köve
- Lateráni izzadó kő, márványlap a lateráni Keresztelő Szent János-főszékesegyházban, amely a néphit szerint izzadni kezd, ha egy pápa meghal
- Lia Fáil vagy Tara-kő, az írek mágikus koronázóköve
- Londoni kő, ókori kő, ahonnan a rómaiak mérték a távolságot
- Makapansgat-kavics, hárommillió éve Australopithecusok találták ezt az arcot formázó kavicsot. A mai emberek 1925-ben fedezték fel. Előkerülése helyéről nevezték el. Ez a világ legrégebbi – nem emberkéz alkotta – műalkotása.
- Mora köve, a kő, amelynél a svéd királyokat választották
- Odin köve, az Orkney szigeteken, mintegy 5000 éve helyezték el
- Öreg-lik (Erdély) 3x1.3 méter az alapja, 4 méter magas, élére állított Naptár-kő. A luk 20 cm átmérőjű, amiben éjjel, fél méter távolságról megfigyelhető az éppen aktuális csillagkép s így, bolygónk mozgásának nyomonkövetése.
- Scone-i kő, a skót és brit uralkodók koronázóköve, állítólag a bibliai Jákob párnája
- Tízoc-kő, az aztékok Tenocstitlanban használták áldozati szertartásaikhoz
- A végzet köve, a skótok kultikus köve, a skót királyok trónra lépésének eleme, az angol királyok koronázási kelléke[1]

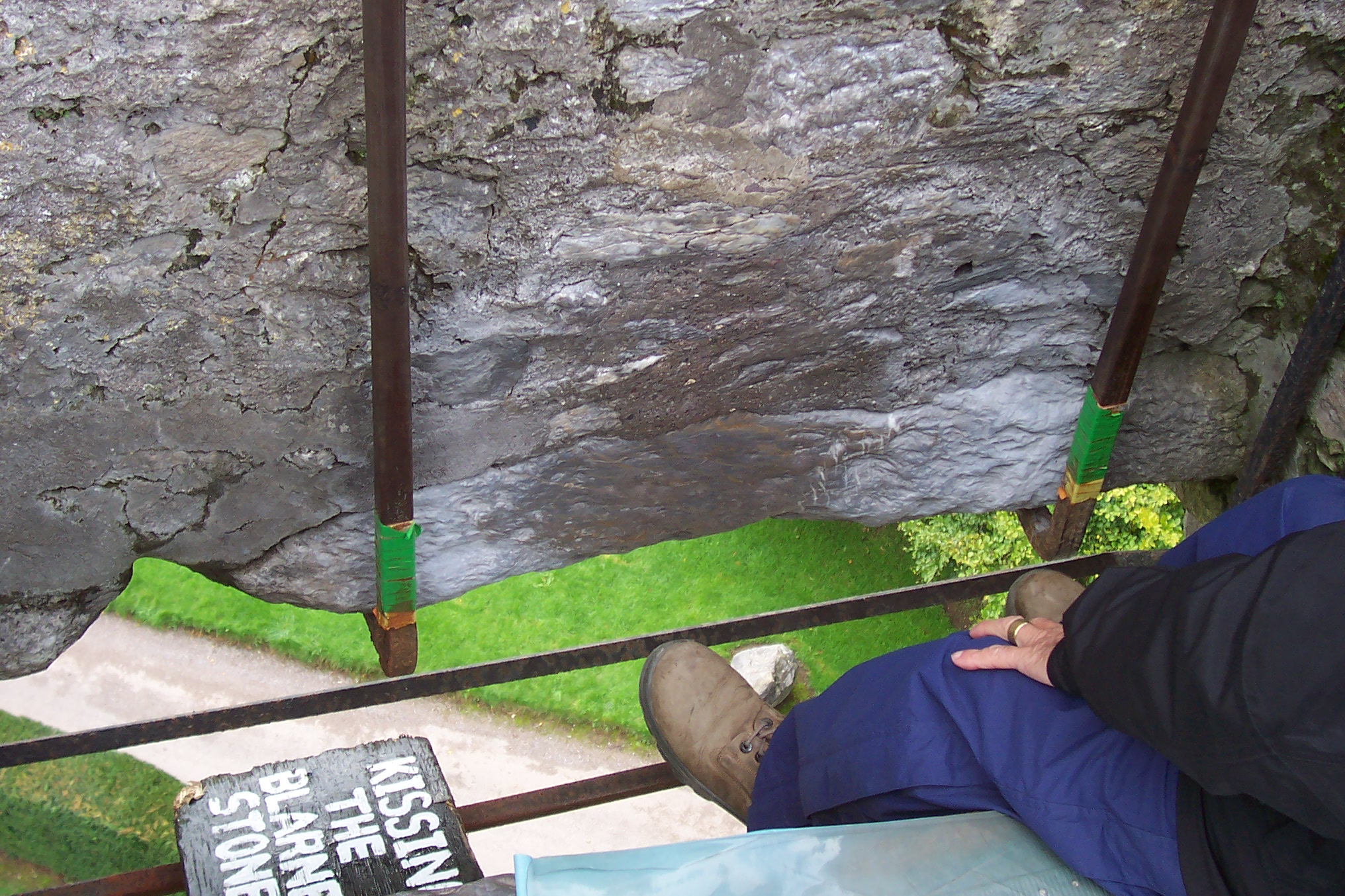
A Blarney kő
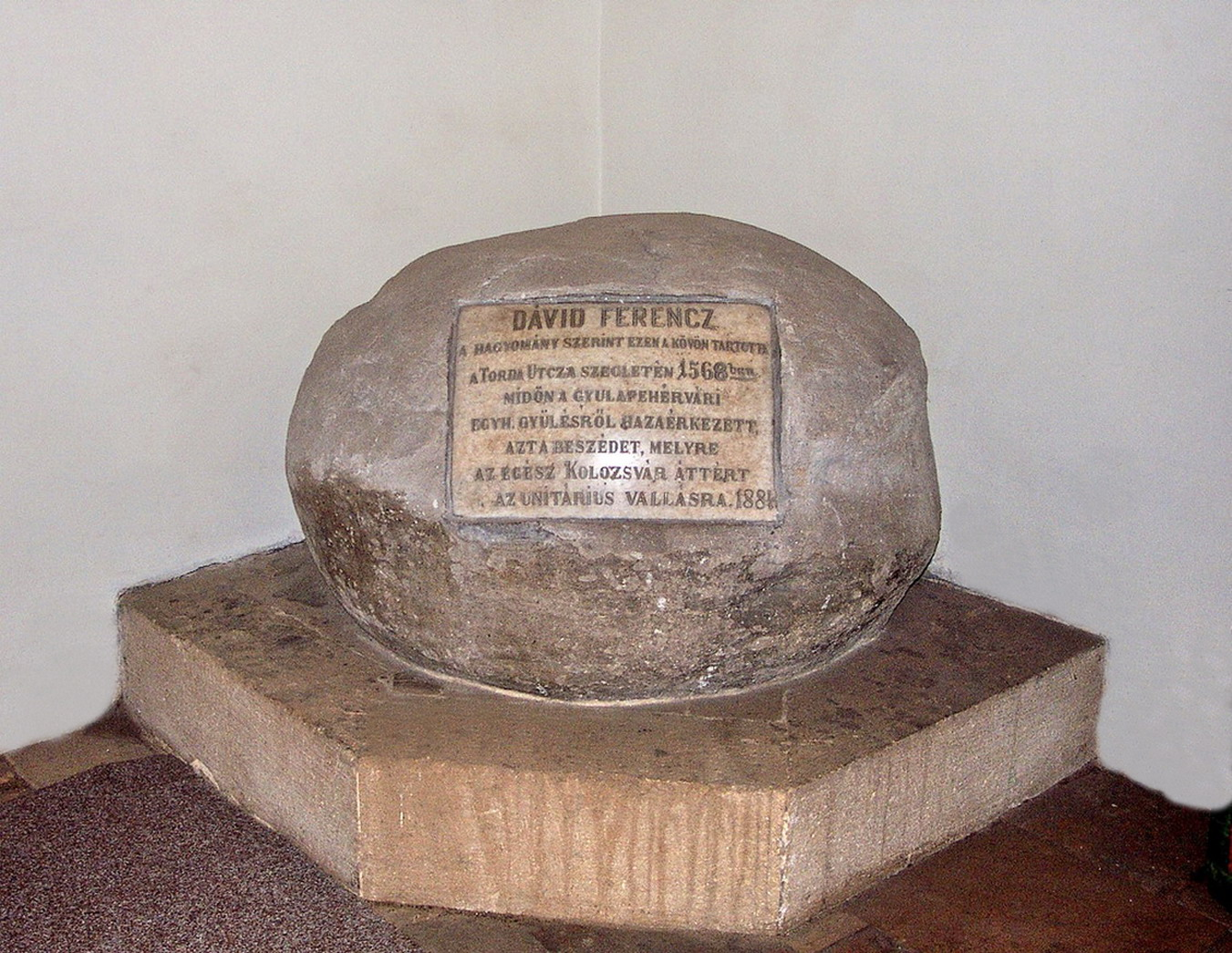
Dávid Ferenc köve
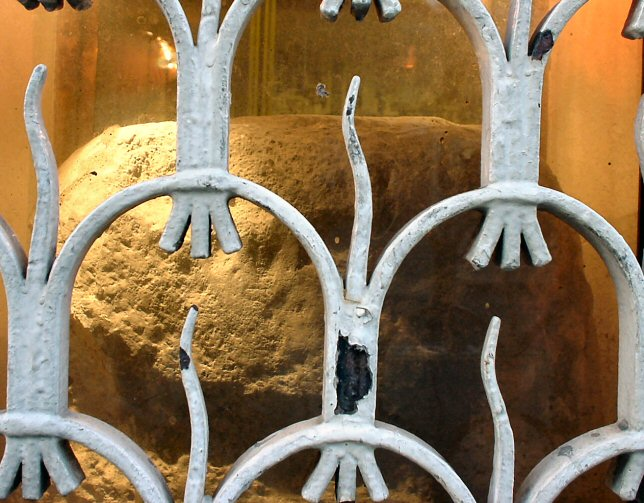
Londoni kő
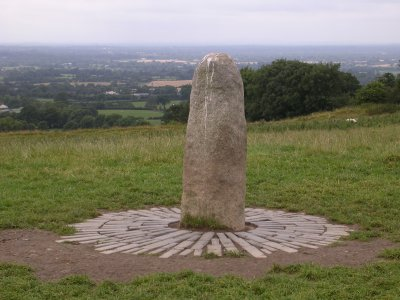
Lia Fáil
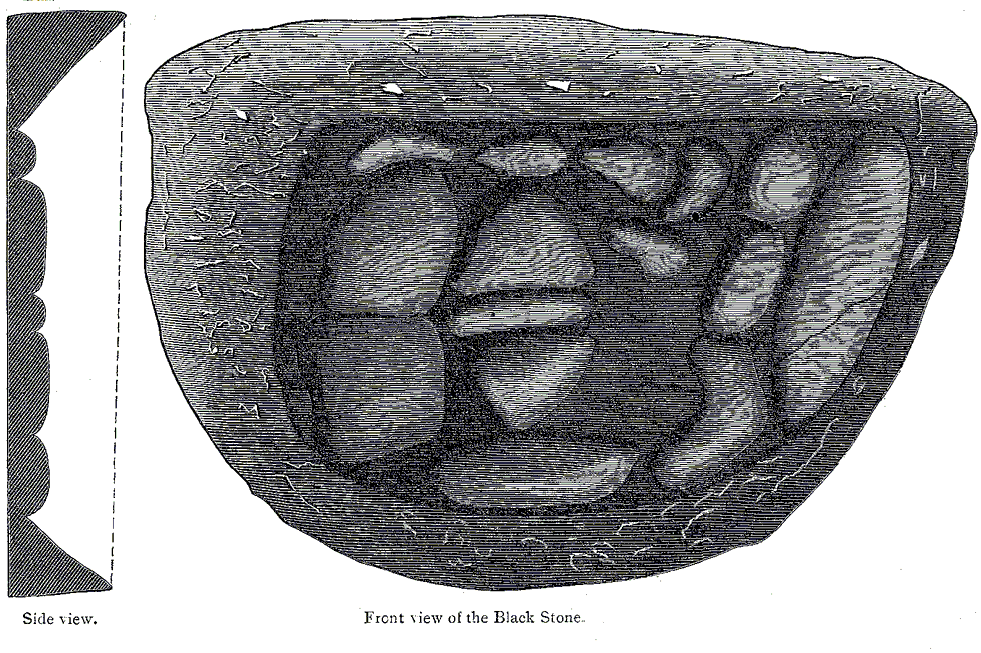
A Fekete kő

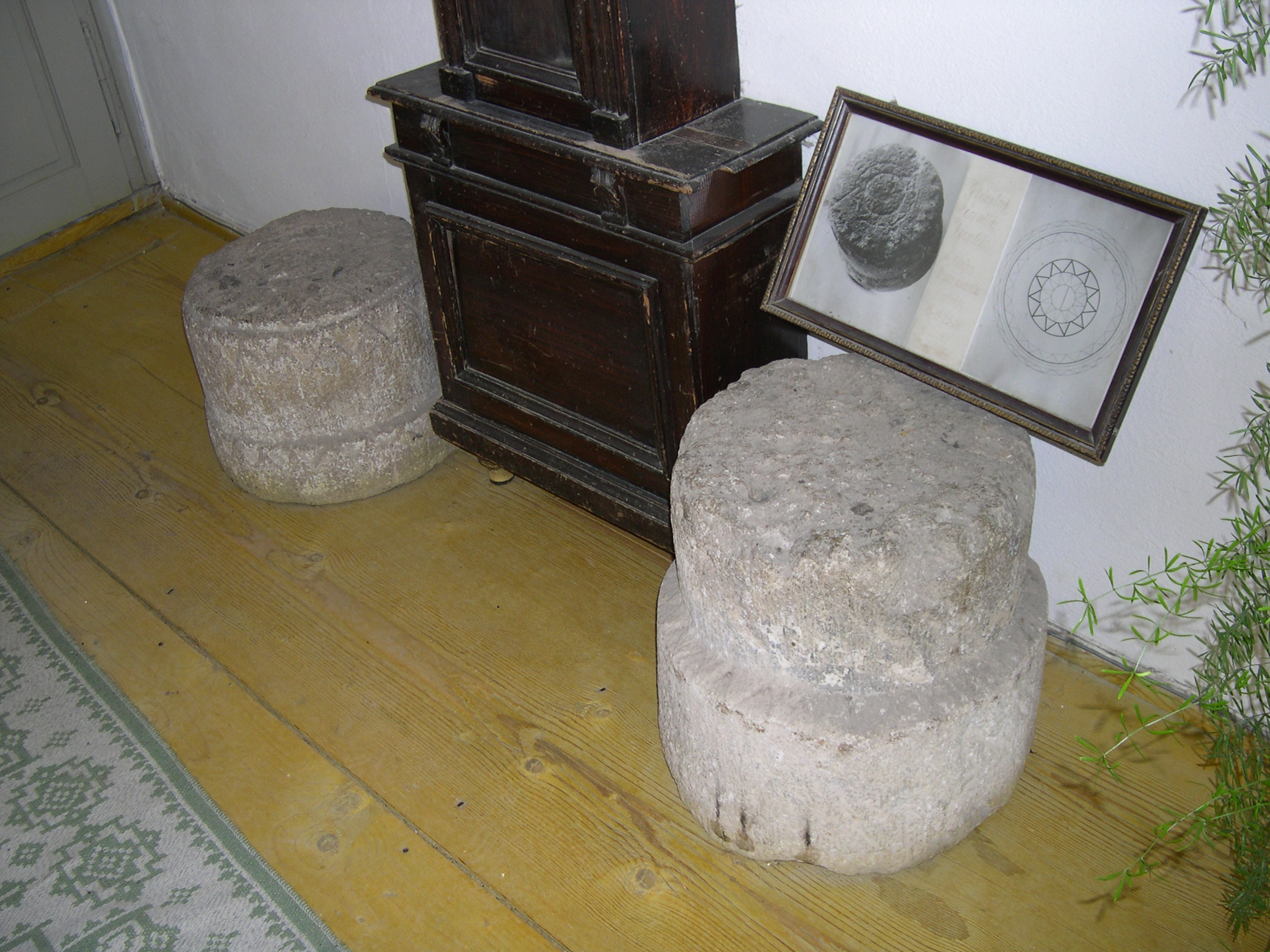
A csíksomlyói nap vagy naptár kő (két részben)
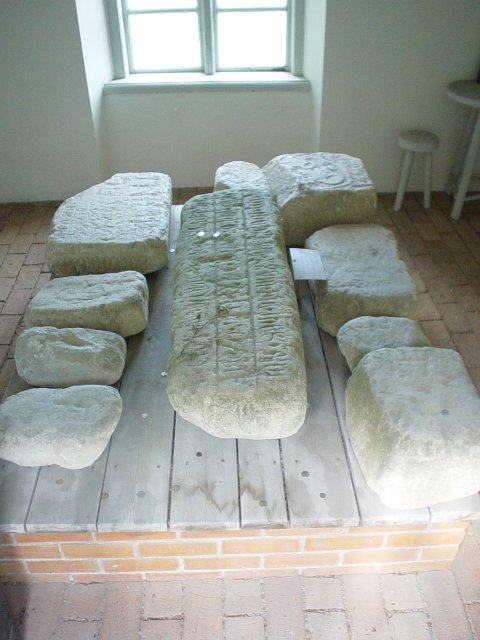
Mora töredékek
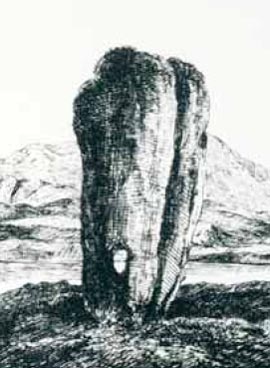
Odin köve
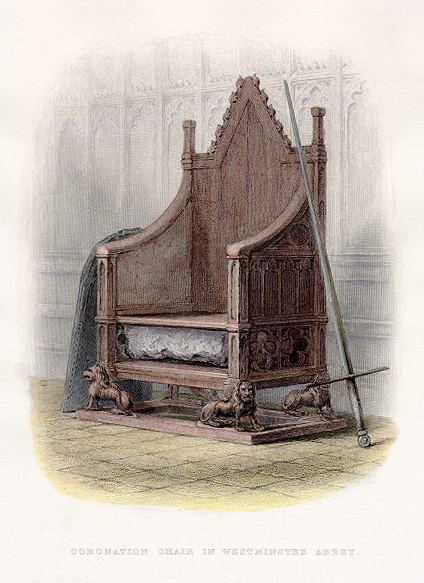
A Scone-i kő a Westminster Apátságban, 1855.

## Mitológiaiés egyéb kövek
- Bölcsek köve, az alkimisták által megtalálni remélt kő, amellyel aranyat lehet készíteni.
- A mesebeli kőleves köve.
- Sziszüphosz köve, a mitológiai Sziszüphosz által újra és újra a hegytető felé gördített kő, amely újra és újra legurul – a meddő fáradozás jelképe.
- Craigh na Dun

## Lásd még
- Meteorit